# Vuelta a Asturias 2017
La 60.ª edición de la Vuelta a Asturias (nombre oficial Vuelta Asturias Julio Alvarez Mendo) fue una carrera de ciclismo en ruta por etapas que se celebró entre el 29 de abril y el 1 de mayo de 2017 en Asturias con inicio y final en la ciudad de Oviedo sobre un recorrido de 466 km.
La carrera formó parte del UCI Europe Tour 2017, dentro de la categoría UCI 2.1 y fue ganada por el corredor colombiano Nairo Quintana del equipo Movistar Team ante la descalificación del ciclista Raúl Alarcón quien en marzo de 2021 fue declarado culpable por el uso de sustancias prohibidas. El segundo lugar fue para Óscar Sevilla (Medellín-Inder) y el tercer lugar para João Benta (RP-Boavista).

## Equipos participantes
Tomaron parte en la carrera 20 equipos: 1 de categoría UCI WorldTeam, 3 de categoría Profesional Continental, 15 de categoría Continental y el equipo nacional de España. Formaron así un pelotón de 176 ciclistas de los que acabaron 126. Los equipos participantes fueron:
| WorldTeam- Movistar Team Equipos continentales profesionales (3)- Caja Rural-Seguros RGA - Israel Cycling Academy - Manzana Postobón Equipos continentales (15)- Bicicletas Strongman - Burgos-BH - D'Amico-Utensilnord - Euskadi Basque Country-Murias - Inteja-Dominican - Kuwait-Cartucho.es - LA Alumínios-Metalusa-BlackJack - Lokosphinx - Louletano-Hospital de Loulé - Medellín-Inder - RP-Boavista - Sapura - Sporting-Tavira - Team Ukyo - W52-FC Porto Equipo nacional- España |
| |

## Recorrido
| Etapa     | Fecha     | Recorrido                         | type             | Distancia (km) | Ganador                    | Líder                       |
| --------- | --------- | --------------------------------- | ---------------- | -------------- | -------------------------- | --------------------------- |
| 1.ª etapa | 29 de abr | Oviedo – Pola de Lena             | etapa escarpada  | 169,2          | Weimar Roldán              | Weimar Roldán               |
| 2.ª etapa | 30 de abr | Ribera de Arriba – Alto del Acebo | etapa de montaña | 177,1          | Nairo Quintana             | Raúl Alarcón Nairo Quintana |
| 3.ª etapa | 1 de may  | Cangas del Narcea – Oviedo        | etapa escarpada  | 120,9          | Raúl Alarcón Óscar Sevilla | Raúl Alarcón Nairo Quintana |

### 1.ª etapa
| Oviedo - Pola de Lena | etapa escarpada | (169,2 km) |

| \| Clasificación de la etapa \| Clasificación de la etapa \| Clasificación de la etapa \| Clasificación de la etapa \| Clasificación de la etapa \| \| Ciclista \| Ciclista \| Equipo \| Tiempo \| \| \| ------------------------- \| ------------------------- \| ----------------------------- \| ------------------------- \| ------------------------- \| \| 1.º \| Weimar Roldán \| Medellín-Inder \| 4 h 12 min 50 s \| \| \| 2.º \| Raúl Alarcón \| W52-FC Porto \| DES \| \| \| 2.º \| Carlos Barbero \| Movistar Team \| + 27 s \| \| \| 3.º \| Benjamín Prades \| Team Ukyo \| + 27 s \| \| \| 4.º \| Óscar Sevilla \| Medellín-Inder \| + 27 s \| \| \| 5.º \| Aldemar Reyes Ortega \| Manzana Postobón \| + 27 s \| \| \| 6.º \| João Benta \| RP-Boavista \| + 27 s \| \| \| 7.º \| Garikoitz Bravo \| Euskadi Basque Country-Murias \| + 27 s \| \| \| 8.º \| Rinaldo Nocentini \| Sporting-Tavira \| + 27 s \| \| \| 9.º \| Ricardo Vilela \| Manzana Postobón \| + 27 s \| \| |                      |                               |                 |
| |                      |                               |                 |
| |                      |                               |                 |
| Clasificación de la etapa |                      |                               |                 |
| Ciclista | Ciclista             | Equipo                        | Tiempo          |
| 1.º | Weimar Roldán        | Medellín-Inder                | 4 h 12 min 50 s |
| 2.º | Raúl Alarcón         | W52-FC Porto                  | DES             |
| 2.º | Carlos Barbero       | Movistar Team                 | + 27 s          |
| 3.º | Benjamín Prades      | Team Ukyo                     | + 27 s          |
| 4.º | Óscar Sevilla        | Medellín-Inder                | + 27 s          |
| 5.º | Aldemar Reyes Ortega | Manzana Postobón              | + 27 s          |
| 6.º | João Benta           | RP-Boavista                   | + 27 s          |
| 7.º | Garikoitz Bravo      | Euskadi Basque Country-Murias | + 27 s          |
| 8.º | Rinaldo Nocentini    | Sporting-Tavira               | + 27 s          |
| 9.º | Ricardo Vilela       | Manzana Postobón              | + 27 s          |

| \| Clasificación general \| Clasificación general \| Clasificación general \| Clasificación general \| Clasificación general \| \| Ciclista \| Ciclista \| Equipo \| Tiempo \| \| \| --------------------- \| --------------------- \| ----------------------------- \| --------------------- \| --------------------- \| \| 1.º \| Weimar Roldán \| Medellín-Inder \| 4 h 12 min 40 s \| \| \| 2.º \| Raúl Alarcón \| W52-FC Porto \| DES \| \| \| 2.º \| Carlos Barbero \| Movistar Team \| + 33 s \| \| \| 3.º \| Benjamín Prades \| Team Ukyo \| + 37 s \| \| \| 4.º \| Óscar Sevilla \| Medellín-Inder \| + 37 s \| \| \| 5.º \| Aldemar Reyes Ortega \| Manzana Postobón \| + 37 s \| \| \| 6.º \| João Benta \| RP-Boavista \| + 37 s \| \| \| 7.º \| Garikoitz Bravo \| Euskadi Basque Country-Murias \| + 37 s \| \| \| 8.º \| Rinaldo Nocentini \| Sporting-Tavira \| + 37 s \| \| \| 9.º \| Ricardo Vilela \| Manzana Postobón \| + 37 s \| \| |                      |                               |                 |
| |                      |                               |                 |
| |                      |                               |                 |
| Clasificación general |                      |                               |                 |
| Ciclista | Ciclista             | Equipo                        | Tiempo          |
| 1.º | Weimar Roldán        | Medellín-Inder                | 4 h 12 min 40 s |
| 2.º | Raúl Alarcón         | W52-FC Porto                  | DES             |
| 2.º | Carlos Barbero       | Movistar Team                 | + 33 s          |
| 3.º | Benjamín Prades      | Team Ukyo                     | + 37 s          |
| 4.º | Óscar Sevilla        | Medellín-Inder                | + 37 s          |
| 5.º | Aldemar Reyes Ortega | Manzana Postobón              | + 37 s          |
| 6.º | João Benta           | RP-Boavista                   | + 37 s          |
| 7.º | Garikoitz Bravo      | Euskadi Basque Country-Murias | + 37 s          |
| 8.º | Rinaldo Nocentini    | Sporting-Tavira               | + 37 s          |
| 9.º | Ricardo Vilela       | Manzana Postobón              | + 37 s          |

### 2.ª etapa
| Ribera de Arriba - Alto del Acebo | etapa de montaña | (177,1 km) |

| \| Clasificación de la etapa \| Clasificación de la etapa \| Clasificación de la etapa \| Clasificación de la etapa \| Clasificación de la etapa \| \| Ciclista \| Ciclista \| Equipo \| Tiempo \| \| \| ------------------------- \| ------------------------- \| ------------------------- \| ------------------------- \| ------------------------- \| \| 1.º \| Nairo Quintana \| Movistar Team \| 5 h 19 min 40 s \| \| \| 2.º \| Raúl Alarcón \| W52-FC Porto \| DES \| \| \| 2.º \| Fernando Barceló \| España \| + 31 s \| \| \| 3.º \| Alejandro Marque \| Sporting-Tavira \| + 33 s \| \| \| 4.º \| Sergio Pardilla \| Caja Rural-Seguros RGA \| + 35 s \| \| \| 5.º \| João Benta \| RP-Boavista \| + 37 s \| \| \| 6.º \| Óscar Sevilla \| Medellín-Inder \| + 39 s \| \| \| 7.º \| Ricardo Mestre \| W52-FC Porto \| + 43 s \| \| \| 8.º \| Joaquim Silva \| W52-FC Porto \| + 49 s \| \| \| 9.º \| Dayer Quintana \| Movistar Team \| + 53 s \| \| |                  |                        |                 |
| |                  |                        |                 |
| |                  |                        |                 |
| Clasificación de la etapa |                  |                        |                 |
| Ciclista | Ciclista         | Equipo                 | Tiempo          |
| 1.º | Nairo Quintana   | Movistar Team          | 5 h 19 min 40 s |
| 2.º | Raúl Alarcón     | W52-FC Porto           | DES             |
| 2.º | Fernando Barceló | España                 | + 31 s          |
| 3.º | Alejandro Marque | Sporting-Tavira        | + 33 s          |
| 4.º | Sergio Pardilla  | Caja Rural-Seguros RGA | + 35 s          |
| 5.º | João Benta       | RP-Boavista            | + 37 s          |
| 6.º | Óscar Sevilla    | Medellín-Inder         | + 39 s          |
| 7.º | Ricardo Mestre   | W52-FC Porto           | + 43 s          |
| 8.º | Joaquim Silva    | W52-FC Porto           | + 49 s          |
| 9.º | Dayer Quintana   | Movistar Team          | + 53 s          |

| \| Clasificación general \| Clasificación general \| Clasificación general \| Clasificación general \| Clasificación general \| \| Ciclista \| Ciclista \| Equipo \| Tiempo \| \| \| --------------------- \| --------------------- \| ---------------------- \| --------------------- \| --------------------- \| \| 1.º \| Raúl Alarcón \| W52-FC Porto \| DES \| \| \| 1.º \| Nairo Quintana \| Movistar Team \| 9 h 32 min 47 s \| \| \| 2.º \| Alejandro Marque \| Sporting-Tavira \| + 43 s \| \| \| 3.º \| Sergio Pardilla \| Caja Rural-Seguros RGA \| + 45 s \| \| \| 4.º \| João Benta \| RP-Boavista \| + 47 s \| \| \| 5.º \| Óscar Sevilla \| Medellín-Inder \| + 49 s \| \| \| 6.º \| Ricardo Mestre \| W52-FC Porto \| + 53 s \| \| \| 7.º \| Ricardo Vilela \| Manzana Postobón \| + 1 min 13 s \| \| \| 8.º \| Joaquim Silva \| W52-FC Porto \| + 1 min 20 s \| \| \| 9.º \| Dayer Quintana \| Movistar Team \| + 1 min 27 s \| \| |                  |                        |                 |
| |                  |                        |                 |
| |                  |                        |                 |
| Clasificación general |                  |                        |                 |
| Ciclista | Ciclista         | Equipo                 | Tiempo          |
| 1.º | Raúl Alarcón     | W52-FC Porto           | DES             |
| 1.º | Nairo Quintana   | Movistar Team          | 9 h 32 min 47 s |
| 2.º | Alejandro Marque | Sporting-Tavira        | + 43 s          |
| 3.º | Sergio Pardilla  | Caja Rural-Seguros RGA | + 45 s          |
| 4.º | João Benta       | RP-Boavista            | + 47 s          |
| 5.º | Óscar Sevilla    | Medellín-Inder         | + 49 s          |
| 6.º | Ricardo Mestre   | W52-FC Porto           | + 53 s          |
| 7.º | Ricardo Vilela   | Manzana Postobón       | + 1 min 13 s    |
| 8.º | Joaquim Silva    | W52-FC Porto           | + 1 min 20 s    |
| 9.º | Dayer Quintana   | Movistar Team          | + 1 min 27 s    |

### 3.ª etapa
| Cangas del Narcea - Oviedo | etapa escarpada | (120,9 km) |

| \| Clasificación de la etapa \| Clasificación de la etapa \| Clasificación de la etapa \| Clasificación de la etapa \| Clasificación de la etapa \| \| Ciclista \| Ciclista \| Equipo \| Tiempo \| \| \| ------------------------- \| ------------------------- \| ----------------------------- \| ------------------------- \| ------------------------- \| \| 1.º \| Raúl Alarcón \| W52-FC Porto \| DES \| \| \| 1.º \| Óscar Sevilla \| Medellín-Inder \| 2 h 48 min 19 s \| \| \| 2.º \| João Benta \| RP-Boavista \| + 0 s \| \| \| 3.º \| Mikel Bizkarra \| Euskadi Basque Country-Murias \| + 3 s \| \| \| 4.º \| Nairo Quintana \| Movistar Team \| + 8 s \| \| \| 5.º \| Benjamín Prades \| Team Ukyo \| + 33 s \| \| \| 6.º \| José Herrada \| Movistar Team \| + 33 s \| \| \| 7.º \| Ricardo Mestre \| W52-FC Porto \| + 33 s \| \| \| 8.º \| Alejandro Marque \| Sporting-Tavira \| + 33 s \| \| \| 9.º \| Mikel Iturria \| Euskadi Basque Country-Murias \| + 33 s \| \| |                  |                               |                 |
| |                  |                               |                 |
| |                  |                               |                 |
| Clasificación de la etapa |                  |                               |                 |
| Ciclista | Ciclista         | Equipo                        | Tiempo          |
| 1.º | Raúl Alarcón     | W52-FC Porto                  | DES             |
| 1.º | Óscar Sevilla    | Medellín-Inder                | 2 h 48 min 19 s |
| 2.º | João Benta       | RP-Boavista                   | + 0 s           |
| 3.º | Mikel Bizkarra   | Euskadi Basque Country-Murias | + 3 s           |
| 4.º | Nairo Quintana   | Movistar Team                 | + 8 s           |
| 5.º | Benjamín Prades  | Team Ukyo                     | + 33 s          |
| 6.º | José Herrada     | Movistar Team                 | + 33 s          |
| 7.º | Ricardo Mestre   | W52-FC Porto                  | + 33 s          |
| 8.º | Alejandro Marque | Sporting-Tavira               | + 33 s          |
| 9.º | Mikel Iturria    | Euskadi Basque Country-Murias | + 33 s          |

## Clasificaciones finales
- Las clasificaciones finalizaron de la siguiente forma:[4]

### Clasificación general
| \| Clasificación general \| Clasificación general \| Clasificación general \| Clasificación general \| Clasificación general \| \| Ciclista \| Ciclista \| Equipo \| Tiempo \| \| \| --------------------- \| --------------------- \| ----------------------------- \| --------------------- \| --------------------- \| \| 1.º \| Raúl Alarcón \| W52-FC Porto \| DES \| \| \| 1.º \| Nairo Quintana \| Movistar Team \| 12 h 21 min 14 s \| \| \| 2.º \| Óscar Sevilla \| Medellín-Inder \| + 35 s \| \| \| 3.º \| João Benta \| RP-Boavista \| + 35 s \| \| \| 4.º \| Alejandro Marque \| Sporting-Tavira \| + 1 min 08 s \| \| \| 5.º \| Sergio Pardilla \| Caja Rural-Seguros RGA \| + 1 min 10 s \| \| \| 6.º \| Ricardo Mestre \| W52-FC Porto \| + 1 min 18 s \| \| \| 7.º \| Ricardo Vilela \| Manzana Postobón \| + 1 min 38 s \| \| \| 8.º \| Joaquim Silva \| W52-FC Porto \| + 1 min 45 s \| \| \| 9.º \| Hernán Aguirre \| Manzana Postobón \| + 2 min 14 s \| \| \| 10.º \| Garikoitz Bravo \| Euskadi Basque Country-Murias \| + 2 min 23 s \| \| |                  |                               |                  |
| |                  |                               |                  |
| Fuente: ProCyclingStats |                  |                               |                  |
| Clasificación general |                  |                               |                  |
| Ciclista | Ciclista         | Equipo                        | Tiempo           |
| 1.º | Raúl Alarcón     | W52-FC Porto                  | DES              |
| 1.º | Nairo Quintana   | Movistar Team                 | 12 h 21 min 14 s |
| 2.º | Óscar Sevilla    | Medellín-Inder                | + 35 s           |
| 3.º | João Benta       | RP-Boavista                   | + 35 s           |
| 4.º | Alejandro Marque | Sporting-Tavira               | + 1 min 08 s     |
| 5.º | Sergio Pardilla  | Caja Rural-Seguros RGA        | + 1 min 10 s     |
| 6.º | Ricardo Mestre   | W52-FC Porto                  | + 1 min 18 s     |
| 7.º | Ricardo Vilela   | Manzana Postobón              | + 1 min 38 s     |
| 8.º | Joaquim Silva    | W52-FC Porto                  | + 1 min 45 s     |
| 9.º | Hernán Aguirre   | Manzana Postobón              | + 2 min 14 s     |
| 10.º | Garikoitz Bravo  | Euskadi Basque Country-Murias | + 2 min 23 s     |

### Clasificación de los puntos
| Clasificación por puntos | Clasificación por puntos | Clasificación por puntos | Clasificación por puntos | Clasificación por puntos |
| Ciclista                 | Ciclista                 | Equipo                   | Puntos                   |                          |
| ------------------------ | ------------------------ | ------------------------ | ------------------------ | ------------------------ |
| 1.º                      | Raúl Alarcón             | W52-FC Porto             | DES                      |                          |
| 1.º                      | Óscar Sevilla            | Medellín-Inder           | 41 pts                   |                          |
| 2.º                      | Nairo Quintana           | Movistar Team            | 39 pts                   |                          |
| 3.º                      | João Benta               | RP-Boavista              | 35 pts                   |                          |
| 4.º                      | Alejandro Marque         | Sporting-Tavira          | 26 pts                   |                          |
| 5.º                      | Weimar Roldán            | Medellín-Inder           | 25 pts                   |                          |
| 6.º                      | Benjamín Prades          | Team Ukyo                | 24 pts                   |                          |
| 7.º                      | Fernando Barceló         | España                   | 20 pts                   |                          |
| 8.º                      | Sergio Pardilla          | Caja Rural-Seguros RGA   | 17 pts                   |                          |
| 9.º                      | Ricardo Mestre           | W52-FC Porto             | 17 pts                   |                          |

## Evolución de las clasificaciones
| Etapa               | Vencedor            | Clasificación general       | Clasificación por puntos   | Clasificación de la montaña | Clasificación de las metas volantes | Clasificación por equipos |
| ------------------- | ------------------- | --------------------------- | -------------------------- | --------------------------- | ----------------------------------- | ------------------------- |
| 1.ª                 | Weimar Roldán       | Weimar Roldán               | Weimar Roldán              | Domingos Gonçalves          | Joaquim Silva                       | Medellín-Inder            |
| 2.ª                 | Nairo Quintana      | Raúl Alarcón                | Raúl Alarcón               | Sergio Higuita              | Domingos Gonçalves                  | W52-FC Porto              |
| 3.ª                 | Raúl Alarcón        | Raúl Alarcón                | Raúl Alarcón               | Sergio Higuita              | Fernando Grijalba                   | W52-FC Porto              |
| Clasificación final | Clasificación final | Raúl Alarcón Nairo Quintana | Raúl Alarcón Óscar Sevilla | Sergio Higuita              | Fernando Grijalba                   | W52-FC Porto              |

## UCI World Ranking
La Vuelta a Asturias otorgó puntos para el UCI Europe Tour 2017 y el UCI World Ranking, este último para corredores de los equipos en las categorías UCI WorldTeam, Profesional Continental y Continental. Las siguientes tablas son el baremo de puntuación y los 10 corredores que obtuvieron más puntos:
| Posición              | 1.ª | 2.ª | 3.ª | 4.ª | 5.ª | 6.ª | 7.ª | 8.ª | 9.ª | 10.ª | 11.ª | 12.ª | 13.ª-15.ª | 16.ª-25.ª |
| Clasificación general | 125 | 85  | 70  | 60  | 50  | 40  | 35  | 30  | 25  | 20   | 15   | 10   | 5         | 3         |
| Por etapa             | 14  | 5   | 3   |     |     |     |     |     |     |      |      |      |           |           |
| Líder                 | 3   |     |     |     |     |     |     |     |     |      |      |      |           |           |

| Clasificación | Clasificación    | Clasificación          | Clasificación | Clasificación | Clasificación | Clasificación |
| Posición      | Ciclista         | Equipo                 | General       | Etapa         | Líder         | Total         |
| ------------- | ---------------- | ---------------------- | ------------- | ------------- | ------------- | ------------- |
| DES           | Raúl Alarcón     | W52-FC Porto           | 125           | 24            | 3             | 149           |
| 1.º           | Nairo Quintana   | Movistar               | 125           | 14            | -             | 139           |
| 2.º           | Óscar Sevilla    | Medellín-Inder         | 85            | 5             | -             | 90            |
| 3.º           | João Benta       | RP-Boavista            | 70            | 3             | -             | 73            |
| 4.º           | Alejandro Marque | Sporting-Tavira        | 50            | -             | -             | 50            |
| 5.º           | Sergio Pardilla  | Caja Rural-Seguros RGA | 40            | -             | -             | 40            |
| 6.º           | Ricardo Mestre   | W52-FC Porto           | 35            | -             | -             | 35            |
| 7.º           | Ricardo Vilela   | Manzana Postobón       | 30            | -             | -             | 30            |
| 8.º           | Joaquim Silva    | W52-FC Porto           | 25            | -             | -             | 25            |
| 9.º           | Hernán Aguirre   | Manzana Postobón       | 20            | -             | -             | 20            |